# Megalodon (film, 2018)
Pour les articles homonymes, voir Megalodon (homonymie).
Pour plus de détails, voir Fiche technique et Distribution.
Megalodon est un film d'action et de science-fiction américain, réalisé par James Thomas, sorti en 2018. Il est produit par The Asylum, société célèbre pour ses séries B et ses « mockbusters » qui sortent plus ou moins simultanément avec les blockbusters (films à gros budget) afin de tenter de capitaliser sur leur succès. En l’occurrence, Megalodon s’inspire du film En Eaux troubles (en version originale : The Meg) de Jon Turteltaub, sorti la même année, ainsi que des films Shark Attack 3: Megalodon ou encore Megalodon de Pat Corbitt. L’intrigue emprunte également des éléments au film Battleship, notamment pour les discours patriotiques pro-américains démodés et l’esprit de cohésion des US Marines face à l’ennemi.

## Synopsis
Un sous-marin inconnu fait naufrage au fond de l’océan. Un véhicule sous-marin militaire est envoyé en exploration pour tenter de le retrouver. Mais après avoir plongé, l’équipage de Marines se retrouve face à face avec à un redoutable requin géant préhistorique, qui a survécu jusqu’à notre époque. Ce monstre des profondeurs, bien plus grand qu’un grand requin blanc ou même un requin pèlerin, est capable d’avaler une baleine ou un sous-marin, ou de se confronter avec un cuirassé. L’équipage doit se défendre contre le requin géant avec les moyens du bord,. De plus, des Russes viennent s’en mêler, comme aux heures les plus tendues de la Guerre froide.

## Distribution
- Michael Madsen[3] (VF : Frédéric Souterelle) : Amiral King[2]
- Caroline Harris (II)[3] (VF : Daria Levannier) : Commander Lynch[2]
- Dominic Pace : Captain Streeper[2]
- Ego Mikitas[3] (VF : Philippe Roullier) : Capitaine Ivanov[2]
- Aimee Stolte[3] : Yana Popov[1]
- Scott C. Roe[3] (VF : Grégory Kristoforoff) : Jameson[2]
- Sébastien Charmant[3] : Vallier[2]
- Elizabeth J. Cron[3] : Munoz[2]
- Paulina Nguyen[3] : Cheng[1]
- Luke Fattorusso[3] : Burkhead[1]
- Daniel Joo[3] (VF : Alan Aubert-Carlin) : Mansfield[2]
- Philip Nathanael : Treadwell[2]
- Mario Rocha : CS Morris[1]
- Dimitry Rozental (VF : Charles Mendiant) : Mikhail[2]
- Andrew Joseph : Soldat tactique[1]
- Joseph Schnaudt : Boat Bro[1]
- Michael Mickelson : Lieutenant Swarov[1]

 Source et légende : version française (VF) sur RS Doublage

## Production

### Tournage
Les scènes extérieures sur le navire ont été filmées sur le SS Lane Victory, un navire de la Seconde Guerre mondiale qui est maintenant un navire musée situé à San Pedro.

## Sortie
Aux États-Unis, le film a été diffusé le 13 août 2018 sur Sci-Fi Channel pour capitaliser sur succès de En Eaux troubles, qui est sorti en salles le 10 août 2018.
En France, le film est sorti le 16 décembre 2020 en vidéo à la demande